# Paroreomyza montana
Paroreomyza montana е вид птица от семейство Чинкови (Fringillidae). Видът е застрашен от изчезване.

## Разпространение
Видът е разпространен в САЩ.